# Islas de Li Galli
La Islas de Li Galli (en italiano: Isole de Li Galli) es un archipiélago de pequeñas islas de la región de Campania, Italia. Se ubican frente a la Costa Amalfitana, entre la Isla de Capri y a 6 km (4 millas) al suroeste de Positano.
El archipiélago está formado por tres islas principales: Gallo Lungo, que tiene la forma de una media luna; La Castelluccia, también conocida como Isola dei Briganti; La Rotonda, que es casi circular. Más cerca de la orilla, hay una pequeña isla en cuarto lugar, Isca, y, por último, a medio camino entre Li Galli e Isca, hay un afloramiento rocoso que se adentra destacado por encima del agua, es llamado Vetara.
El geógrafo e historiador griego Estrabón denominó las islas Sirenai o Sirenussai (Sirenuse en italiano y Sirenusas en español), siendo una referencia a las sirenas mitológicas que se según una leyenda vivieron allí.